# IC 5021
IC 5021 — галактика типу Spec () у сузір'ї Індіанець.
Цей об'єкт міститься в оригінальній редакції індексного каталогу.